# Rhynchonellata
Rhynchonellata is een klasse van de armpotigen (Brachiopoda).

## Taxonomie
De volgende ordes zijn in de klasse Rhynchonellata ingedeeld:
- Protorthida  †
- Orthida  †
- Pentamerida  †
- Atrypida  †
- Rhynchonellida
- Spiriferida  †
- Athyridida  †
- Spiriferinida  †
- Terebratulida
- Thecideida